# Gopalganj (Bihar)
Gopalganj ist eine Stadt im indischen Bundesstaat Bihar.
Die Stadt ist Verwaltungssitz des gleichnamigen Distrikts. Gopalganj liegt ca. 140 km von Bihars Hauptstadt Patna entfernt. Gopalganj hat den Status eines City Council (Nagar parishad). Die Stadt ist in 28 Wards (Wahlkreise) gegliedert. Der Gopalganj Nagar parishad hatte am Stichtag der Volkszählung 2011 67.339 Einwohner, von denen 34.603 Männer und 32.736 Frauen waren.